# Tadeusz Wolski (zoolog)

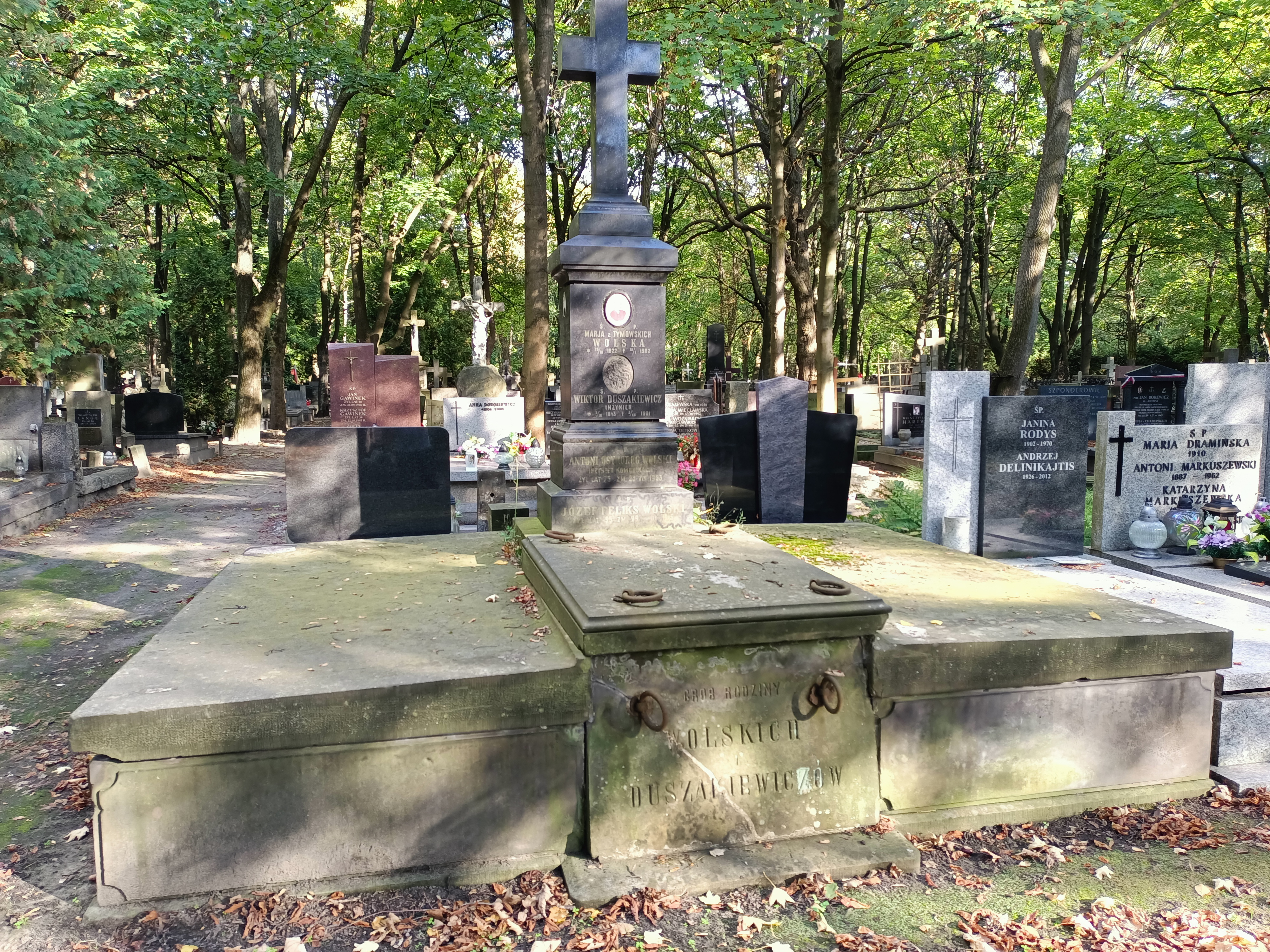
Grób Tadeusza Wolskiego na Cmentarzu Powązkowskim w Warszawie

Tadeusz Bronisław Jan Wolski (ur. 26 lutego 1890 w Warszawie, zm. 21 czerwca 1959 w Łodzi) – polski zoolog, limnolog, doktor filozofii i medycyny, profesor zwyczajny Uniwersytetu Łódzkiego.

## Życiorys
Urodził się jako syn pedagoga i literata Zygmunta Wolskiego h. Lubicz oraz Stanisławy Feliksy z Wolskich. 
W 1909 roku zdał maturę w prywatnej Szkole Realnej Witolda Wróblewskiego w Warszawie. W latach 1910-1914 studiował na Wydziale Filozoficznym Uniwersytetu Jagiellońskiego. Uzyskał absolutorium, jednak zdanie egzaminów uniemożliwił mu wybuch wojny. Zaczął nauczać w gimnazjach warszawskich. W 1915 roku ewakuował się przed ofensywą wojsk niemieckich do Rosji. Do 1918 roku studiował na Wydziale Lekarskim Uniwersytetu w Saratowie. Po odzyskaniu niepodległości powrócił do Krakowa, gdzie został ponownie przyjęty na Uniwersytet Jagielloński. W latach 1918-1923 był asystentem w Katedrze Biologii i Embriologii UJ. W 1920 roku uzyskał absolutorium na Wydziale Lekarskim oraz stopień naukowy doktora filozofii. Walczył w wojnie polsko-bolszewickiej. W 1923 roku został przeniesiony do rezerwy ze stopniem wojskowym podporucznika lekarza. W tym samym roku zdał rygorozum z medycyny na UJ. Następnie przeniósł się do Warszawy, gdzie nauczał w gimnazjach − był m.in. nauczycielem przyrody w I Gimnazjum Męskim im. gen. Sowińskiego w Warszawie i Gimnazjum Władysława Giżyckiego (1922-1926). W latach 1928-1940 był kustoszem Państwowego Muzeum Zoologicznego w Warszawie, pełniąc w latach 1933-1934 obowiązki dyrektora. W latach 1930-1939 był profesorem Wolnej Wszechnicy Polskiej w Warszawie i Łodzi. Od 1939 roku był członkiem Zarządu Głównego PTK.
Po wybuchu II wojny światowej zaangażował się w tajne nauczanie. W latach 1940-1944 był zatrudniony w Szpitalu Dzieciątka Jezus w Warszawie. 5 sierpnia 1944 roku został aresztowany i wywieziony do Niemiec. Pracował tam jako robotnik przymusowy skierowany do budowy podziemnych zakładów zbrojeniowych w masywie Walpersberg koło miasta Kahla w Turyngii. Po powrocie do Polski został w sierpniu 1945 roku pracownikiem naukowym Uniwersytetu Łódzkiego. W 1946 roku został zatrudniony na stanowisku profesora zwyczajnego UŁ, gdzie zajmował się morfologią porównawczą i systematyczną zwierząt. W 1952 roku został członkiem korespondentem Polskiej Akademii Nauk.
Był członkiem Towarzystwa Przyrodniczo-Pedagogicznego, Polskiego Towarzystwa Przyrodników im. Kopernika, Polskiego Towarzystwa Zoologiczno-Anatomicznego, Polskiego Towarzystwa Zoologicznego, Łódzkiego Towarzystwa Naukowego (wiceprezes) oraz Towarzystwa Naukowego Warszawskiego.
Pod koniec życia utracił wzrok. Zmarł 21 czerwca 1959 roku i został pochowany na Cmentarzu Powązkowskim w Warszawie (kwatera 268, rząd 6, miejsca 1-3).

## Życie prywatne
3 września 1953 roku ożenił się z Marią Wojciechowską.

## Ordery i odznaczenia
- Order Sztandaru Pracy II klasy (22 lipca 1951)[13]